# Izeh
Izeh (em persa: ايذه, também romanizado como Īz̄eh), conhecida também como Malāmir, Izaj e Malemir é a capital do Condado de Izeh, na província do Cuzestão, no Irã. 
Izeh tem um clima temperado na primavera e no verão, embora no inverno ocorram ali as temperaturas mais baixas da província. A população de Izeh é majoritariamente bakhtiari, uma tribo do norte do Cuzestão. A cidade tem o perfil agricultural e poucas indústrias, sendo seu principal produto o arroz (chamado berenj).
Izeh também tem muitas minas e é famosa por sua represa e por seus monumentos antigos, localizados em Kul-e Farah.

## História
No período elamita, a cidade era conhecida como Ayapir ou Ayatem. Os árabes a chamavam de Idhaj. A dinastia local dos Lor Atabaka (Atabakan-e-Lor-e-Bozorg) a rebatizaram de Malemir ou Malmir ("casa do rei" ou "capital"). Este nome foi utilizado até 1935 quando, com a aprovação do governo, foi alterado para Izeh. Ainda assim, a cidade é por vezes chamada de Izeh-Malemir.